# Opel Ascona B
L'Opel Ascona B est une berline familiale routière d'Adam Opel AG et elle a été introduite en septembre 1975. C'était la successeur de l'Ascona A, construite à partir de novembre 1970, et la dernière Ascona sur la plate-forme H de General Motors à propulsion arrière. Elle disposait de la même technologie que le coupé Opel Manta B présenté à la même époque.
La berline deux ou quatre portes était fabriquée à Bochum et à Anvers; contrairement à l'Ascona A, il n'existait pas de version break («Caravan»). Au Royaume-Uni, le modèle était proposé en version conduite à droite sous le nom de Vauxhall Cavalier Mk. 1 et avec une partie avant similaire à celle de la Manta B. En Afrique du Sud, le modèle était vendu sur le marché sous le nom de Chevrolet Ascona ou Chevrolet Chevair.

## Historique du modèle

### Général
La successeur de l'Ascona A, présentée à l'IAA en 1975, se distinguait de sa prédécesseur par son langage de conception plus fluide et plus fonctionnel. L'Opel Ascona n'était disponible qu'en version berline deux et quatre portes, il n'y avait pas de variante break (bien que c'était le cas pour le modèle précédent).
Au départ, il existait un modèle équipé des moteurs quatre cylindres en ligne, éprouvés, de sa prédécesseur, mais certains d'entre eux étaient un peu moins performants en raison de réglementations plus strictes en matière d'émissions. Les moteurs essence avaient une cylindrée allant de 1,2 à 2,0 litres avec une puissance allant de 44 à 81 kW (60 à 110 ch) et le moteur diesel de deux litres avait une puissance de 43 kW (58 ch). Il y avait également une ligne d'équipement sportif dans la gamme, l'Ascona SR, mais uniquement avec les moteurs de 1,6 litre, 1,9 litre et 2,0 litres.
L'Ascona B était visiblement plus spacieuse que l'Ascona A, qui était initialement prévue pour succéder à la Kadett B et qui a ensuite été commercialisée en tant que nouveau modèle de la catégorie familiale routière au cours de son développement. L'empattement a été allongé de 8,8 cm, la carrosserie a augmenté de 20 cm en longueur et de 4 cm en largeur, tout en s'abaissant d'un demi-centimètre. L'apparence de l'Ascona B correspond au langage de conception d'Opel des années 1970, avec des surfaces de carrosserie lisses et de grandes surfaces vitrées basées sur la Rekord D et la Kadett C.

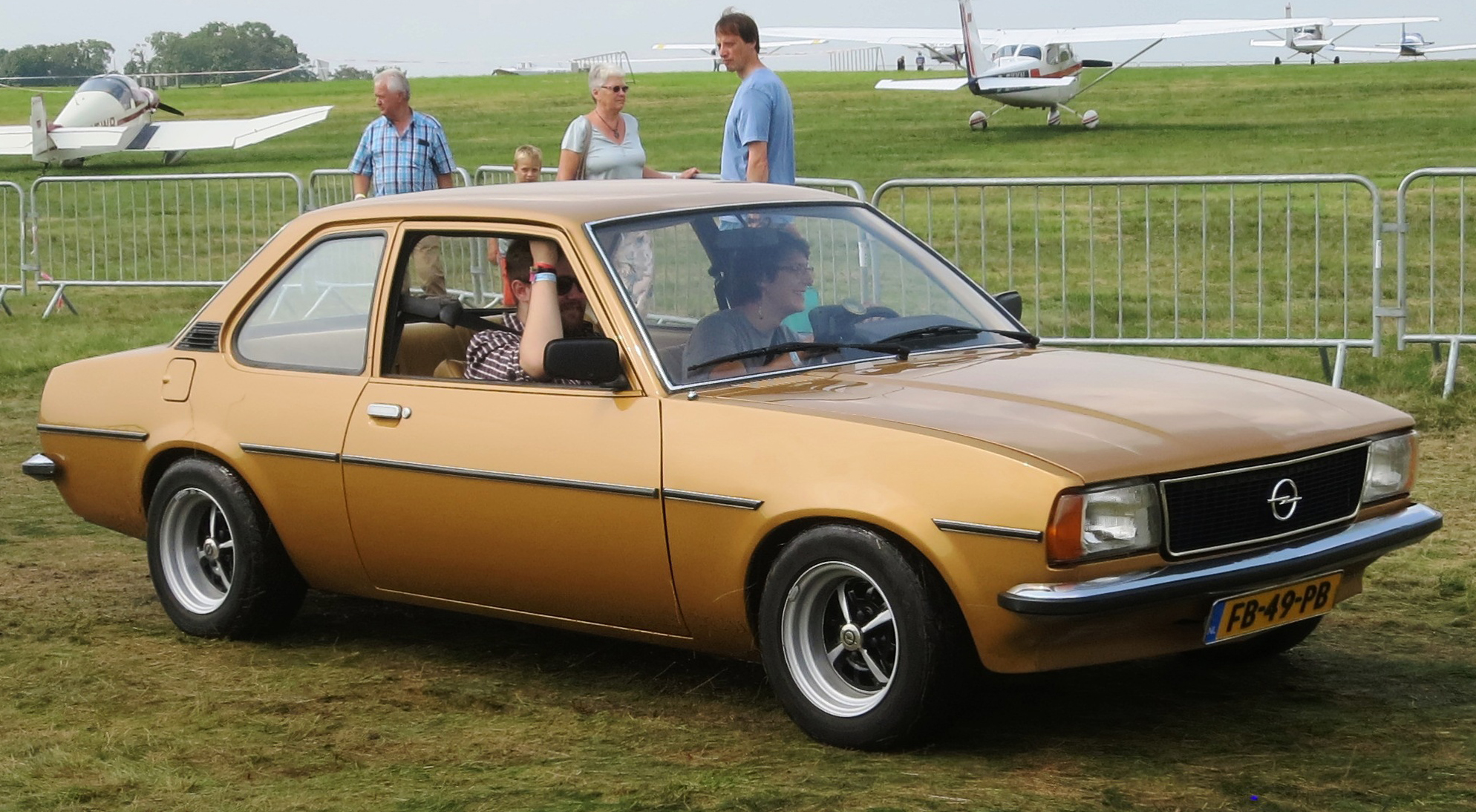
Opel Ascona deux portes (1975–1979)
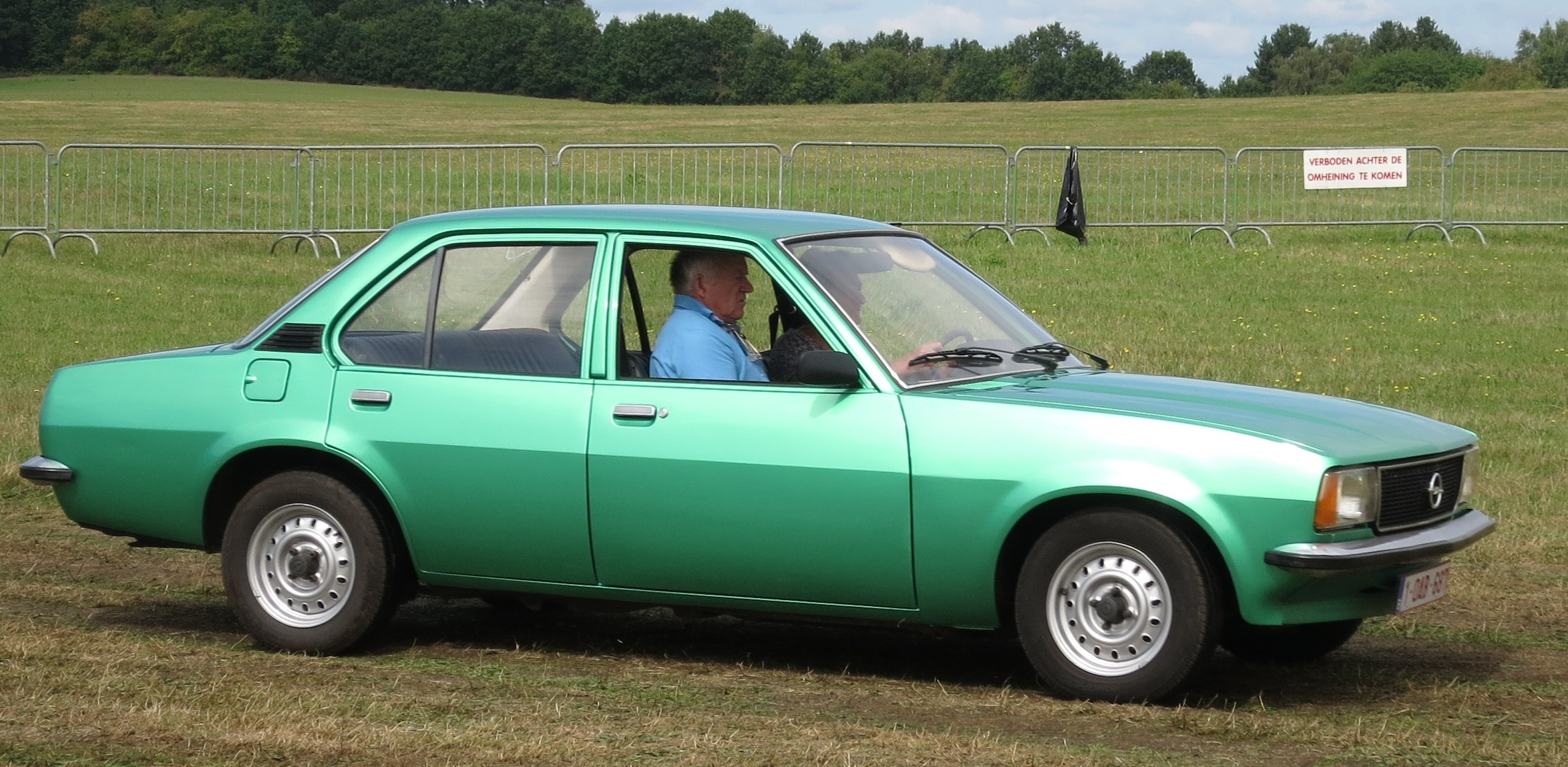
Opel Ascona quatre portes (1975–1979)
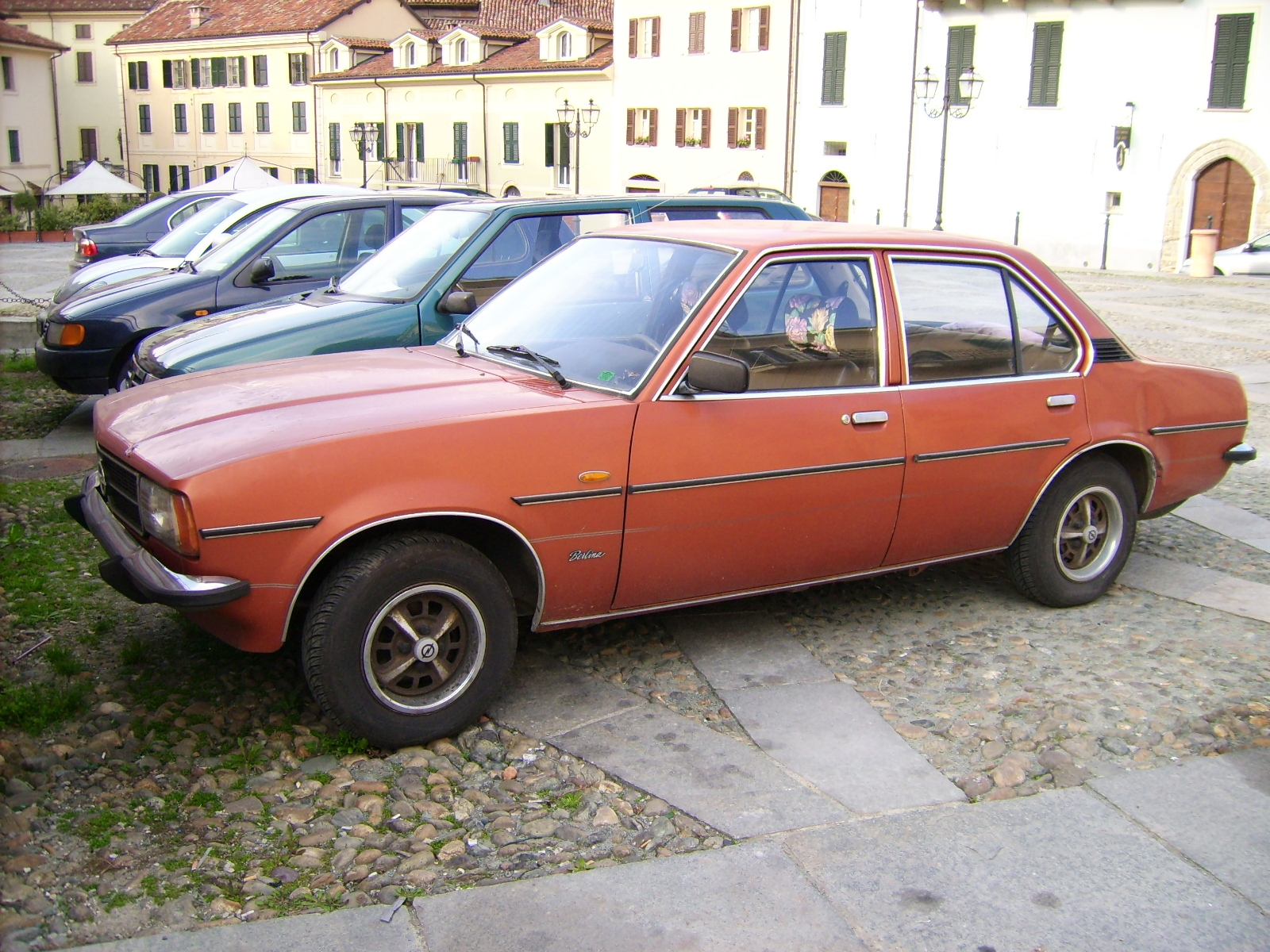
Opel Ascona Berlina (1975–1979)
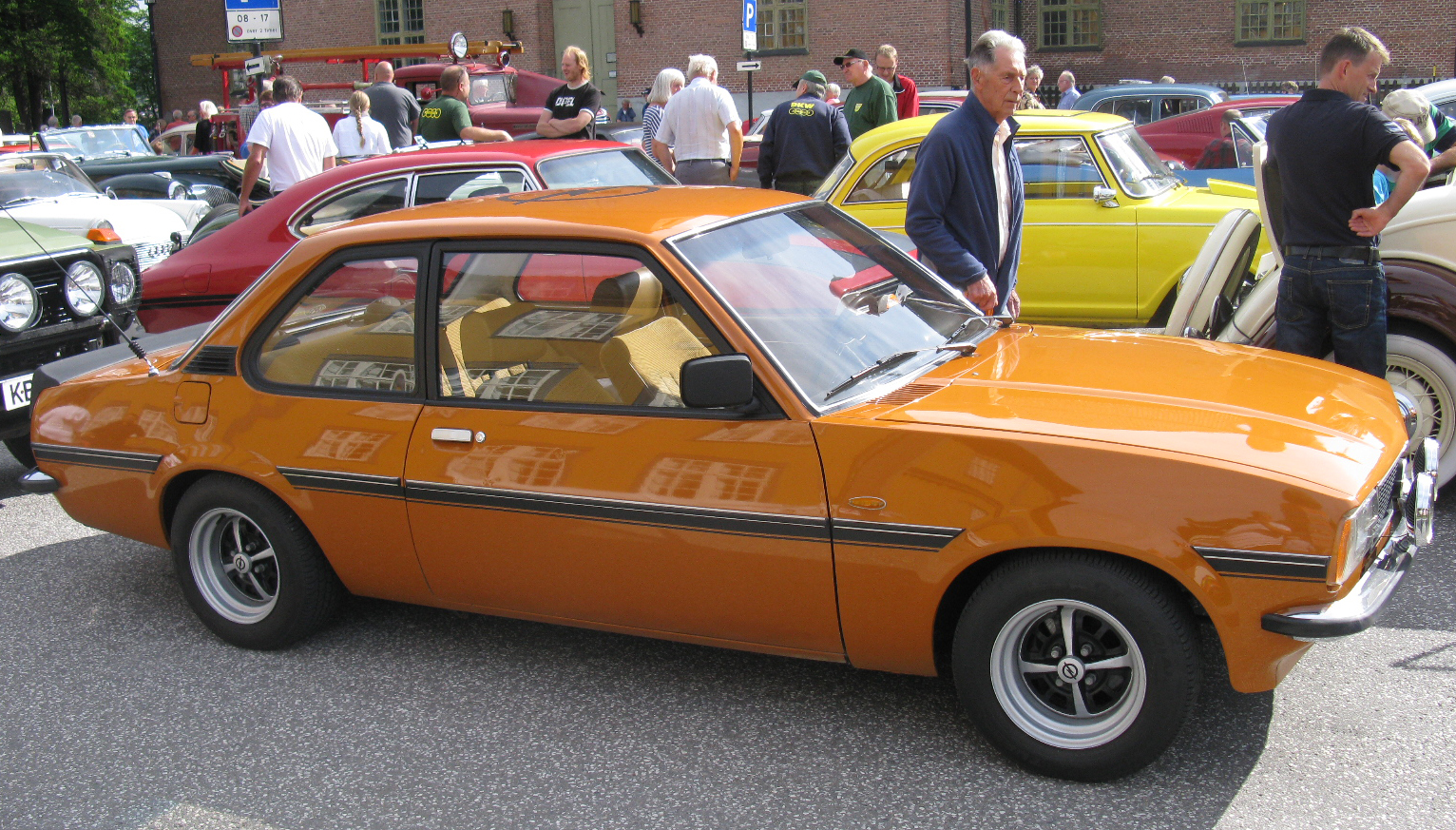
Opel Ascona SR, deux portes (1975–1979)
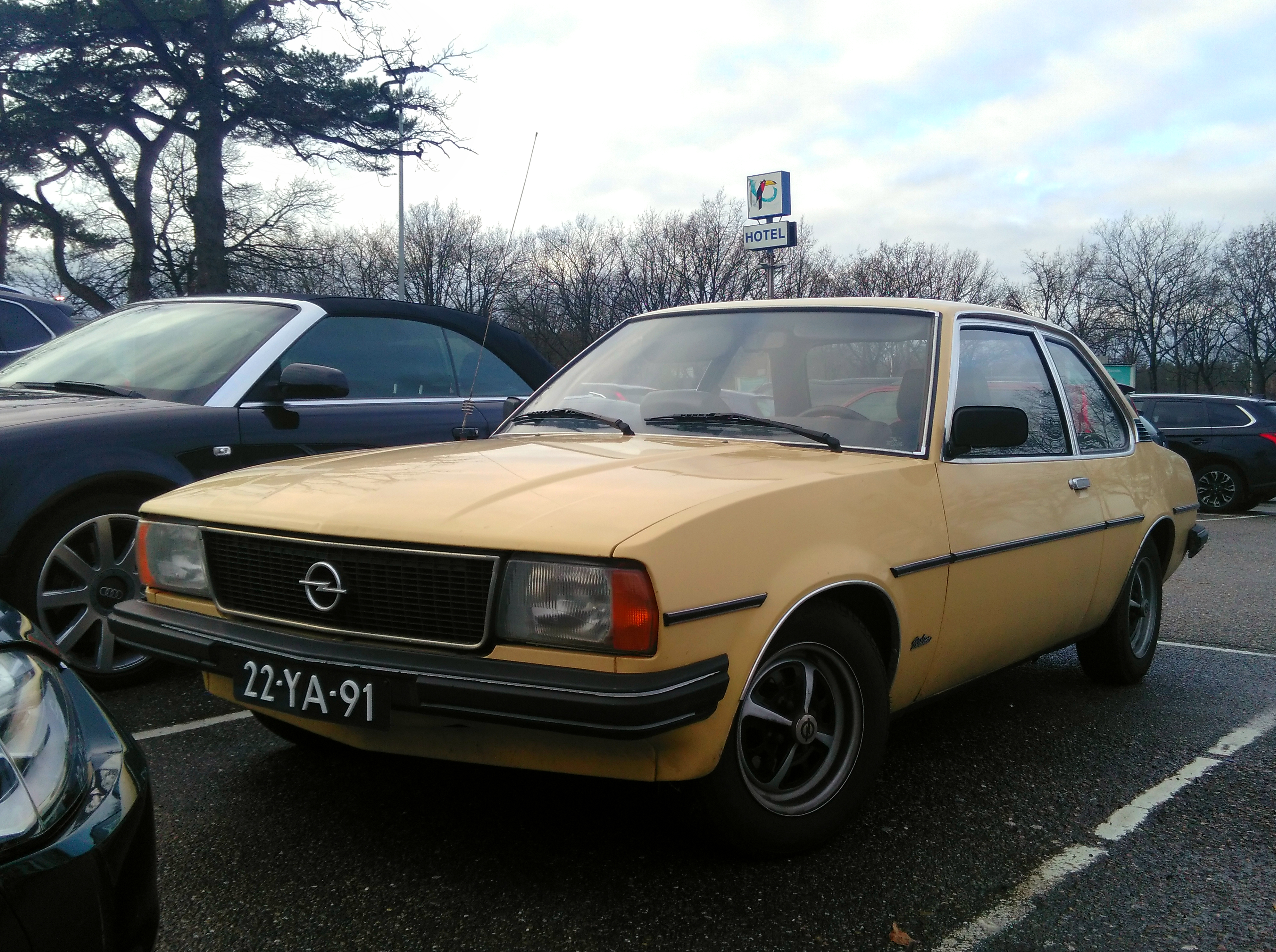
Opel Ascona, deux portes (1979–1981)
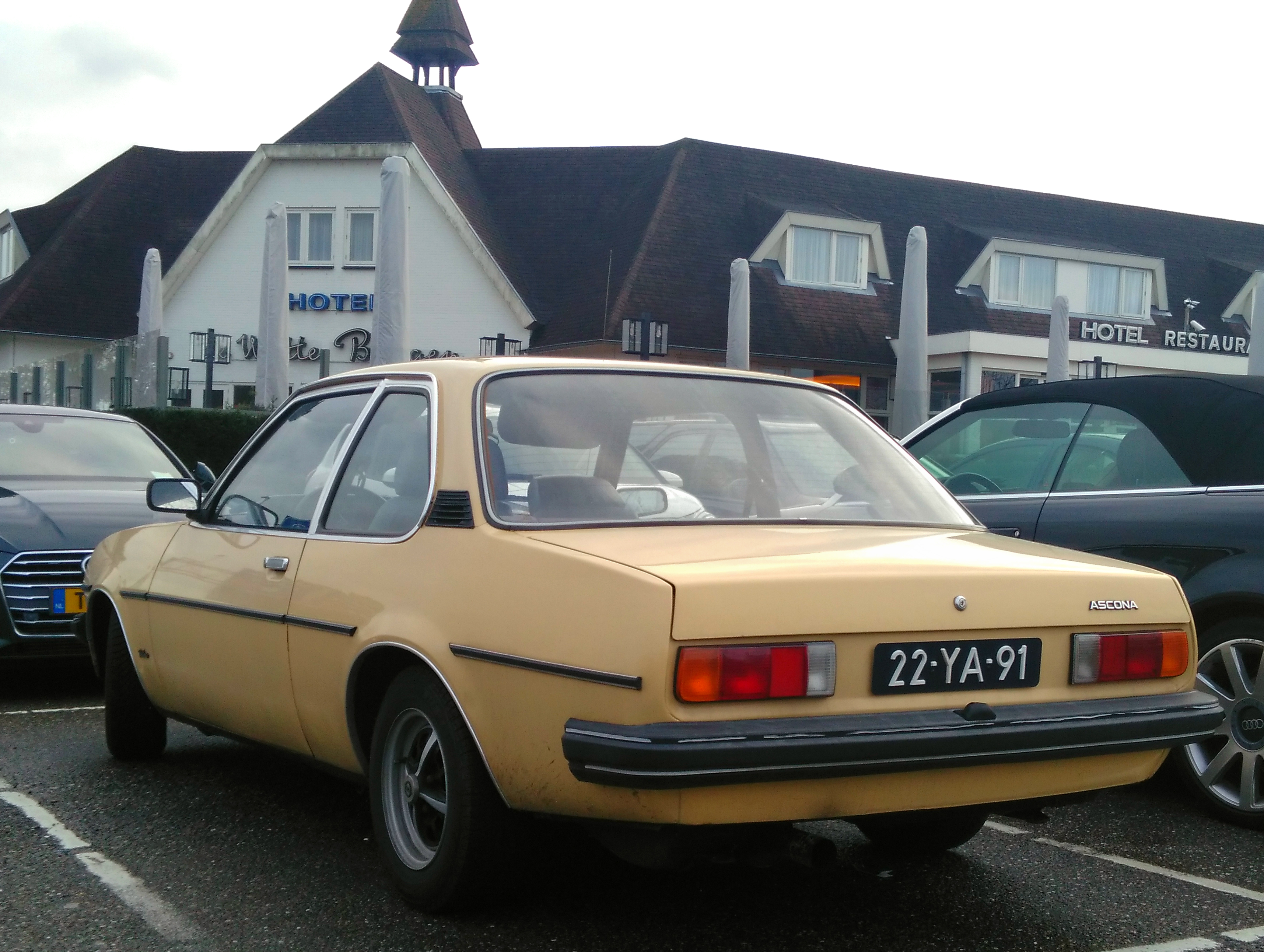
Opel Ascona, deux portes (1979–1981)
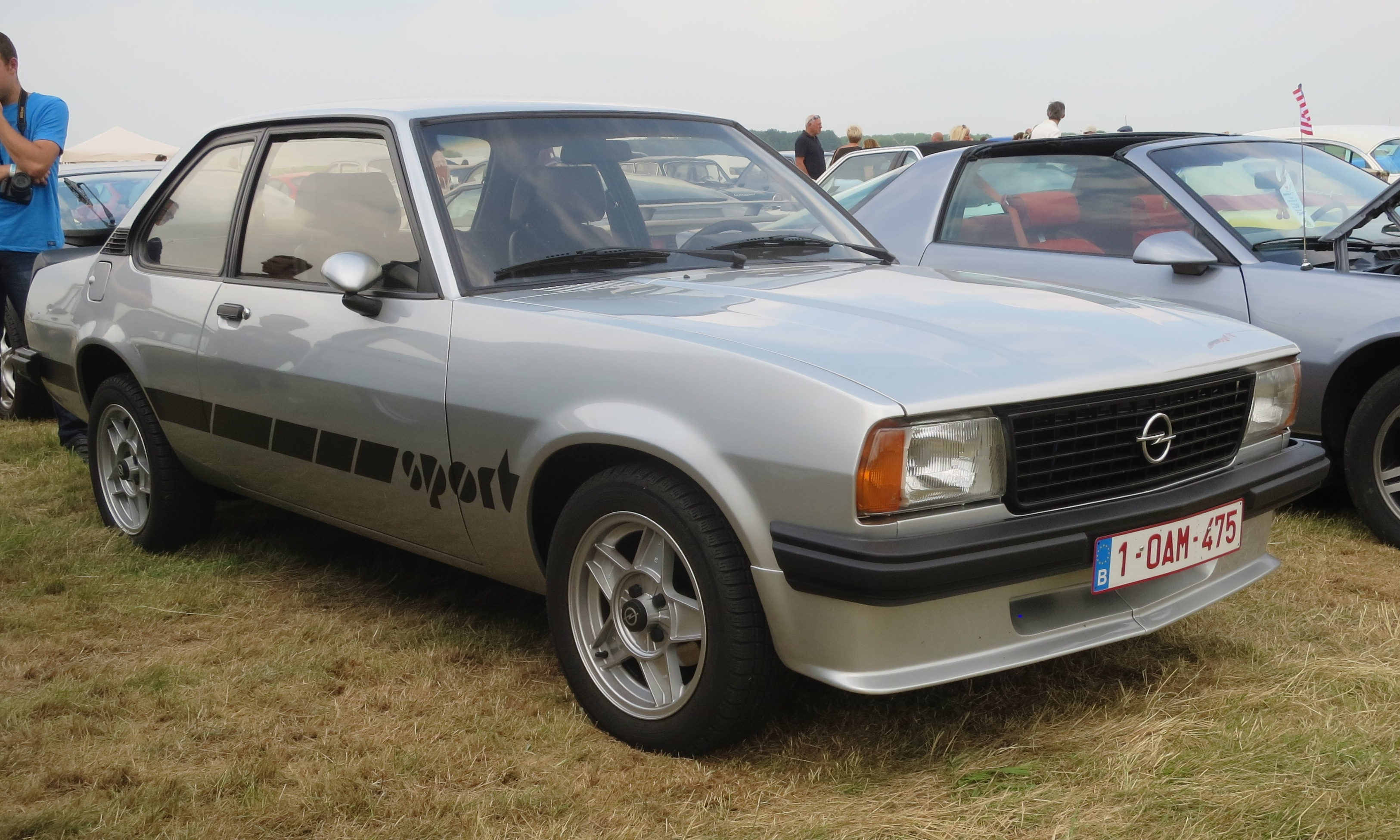
Opel Ascona B Sport, deux portes (1979–1981)
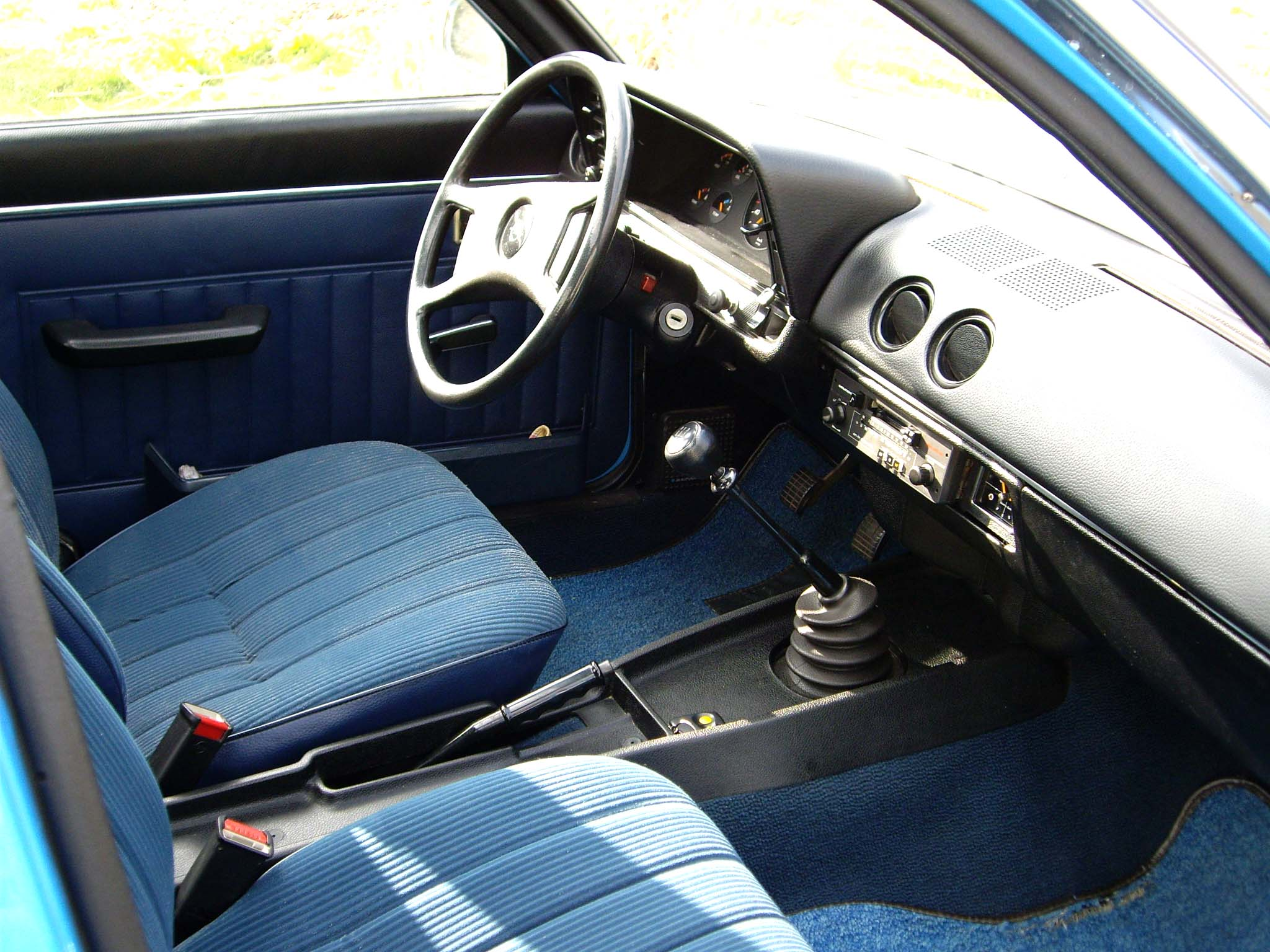
Opel Ascona, intérieur

Opel a arrêté la production de l'Ascona B en 1981 après 1,5 million de véhicules.

### Technologie

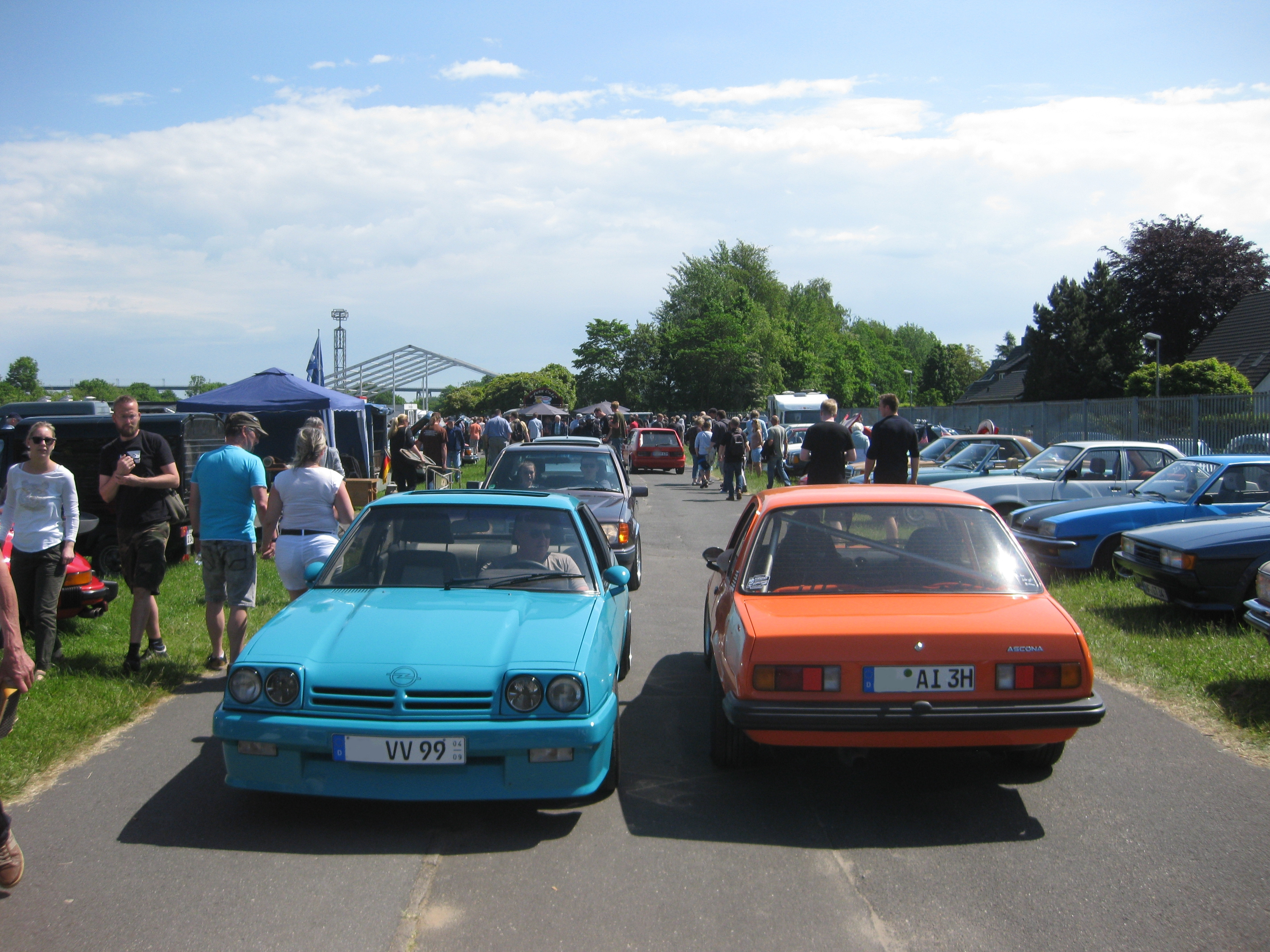
Manta B et Ascona B

Le réservoir était situé derrière la banquette arrière de manière à être protégé contre les chocs, ce qui rendait également le coffre plus grand que celui de sa prédécesseur. Le moteur de 1,2 litre à arbre à cames latéral était basé sur le moteur de la Kadett A présenté mi-1962, tandis que les plus gros moteurs étaient basés sur le moteur CIH de la Rekord B présenté mi-1965.
À partir d'août 1976, le moteur N de 1,2 litre et 40 kW (55 ch) a été ajouté, ce qui n'a pas vraiment rendu l'Ascona B, lourde de près de 1 000 kg, plus vivante, mais comment le moteur N de 1,9 litre et 55 kW (75 ch), nouvellement proposé au même moment, il fonctionnait avec de l'essence ordinaire. À partir de septembre 1977, le moteur S de 2,0 litres avec poussoirs hydrauliques et 74 kW (100 ch) remplace le moteur S de 1,9 litre, suivi en mars 1978 par le moteur N de 2,0 litres et 66 kW (90 ch), également équipé de poussoirs hydrauliques.
En septembre 1978, pour la première fois, un nouveau moteur diesel de 2,0 litres (source Opel) développant 43 kW (58 ch) est apparu dans l'Ascona, également disponible avec une transmission automatique. Il devait avant tout séduire le secteur des taxis. Semblable à la Rekord E, le modèle à moteurs diesel nécessitait une bosse caractéristique sur le capot car le moteur était légèrement plus haut. Le moteur S de 1,6 litre a été retirée de la gamme à l'été 1977. Tous les modèles étaient désormais équipés de série d'un système de lave-glace électrique.
En février 1979, le moteur N de 1,3 litre et 44 kW (60 ch) et le moteur S de 1,3 litre et 55 kW (75 ch) furent ajoutés. Ceux-ci étaient des moteurs nouvellement développés avec une culasse à flux transversal en métal léger et un arbre à cames en tête. Ils remplaçaient le moteur OHV, techniquement obsolète, développé pour l'Opel Kadett A à la fin des années 1950. Comme pour les moteurs N de 2,0 litres et S de 2,0 litres, la préparation du mélange du moteur S de 1,3 litre était réalisée par un carburateur Varajet II de GMF à registre descendant (Varajet = "buse variable") de la production française de GM (GMF = General Motors France), dans le moteur N de 1,3 litre, le PDSI de Solex des modèles à soupapes en tête ou à essence ordinaire faisait toujours son travail.
De légères modifications de détail ont été apportées en août 1979. L'Ascona a reçu une calandre avec des fentes d'admission d'air plus grandes et des pare-chocs recouverts de plastique noir au lieu des précédents en acier chromé avec une bande de caoutchouc.
À partir de janvier 1980, le moteur CIH-E de 2,0 litres (E signifie injection L-Jetronic de Bosch) et 81 kW (110 ch), déjà introduit en août 1977 pour les modèles Manta et Rekord E, était également disponible pour l'Ascona. En janvier 1981, Opel a supprimé les moteurs N de 1,9 litre et N de 2,0 litres de la gamme de moteurs.
En août 1981, la production prend fin au profit de la successeur, l'Opel Ascona C, qui est convertie en traction avant.

### Modèles spéciaux
- Ascona Winterfest (1978; seulement la 2.0 S)
- Ascona J (1980; avec tous les modèles)
- Ascona Sport (1980; seulement la 1.3 S et la 2.0 E)
- Ascona JS (1981; seulement la 1.3 N, la 1.3 et la 2.0 E)
- Ascona Exklusiv (1981; seulement la 1.3 N, la 1.3 S et la 2.0 E)

Informations sur l'Ascona.

### Ascona 400

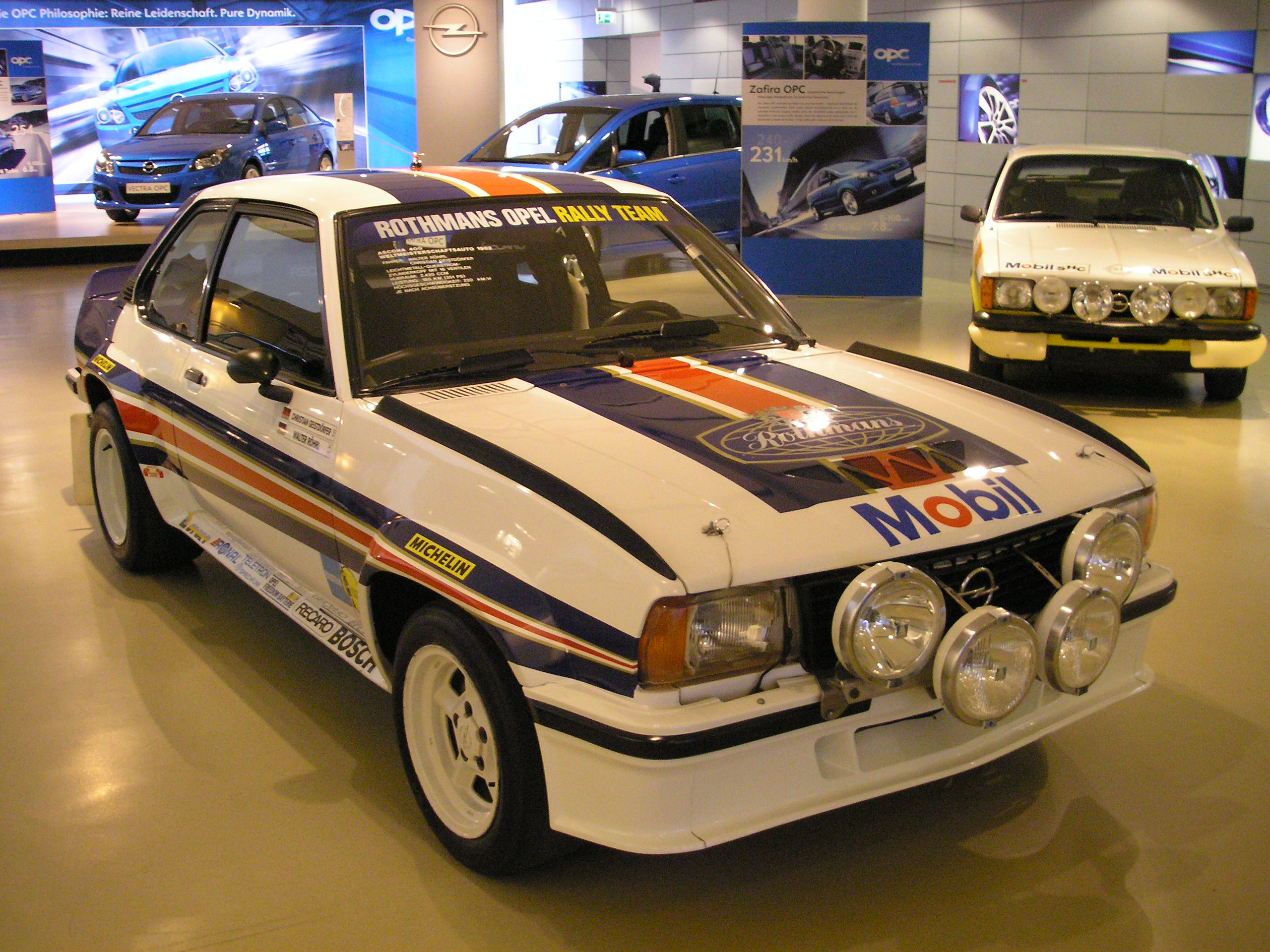
L'Ascona 400 de Walter Röhrl au centre Opel de Berlin sur la Friedrichstraße

À partir d'août 1979, une version spéciale sportive fut lancée pour marquer les succès d'Opel en rallye. Le nombre d'unités requis pour l'homologation a été intégré dans le nom : Ascona 400. Walter Röhrl a remporté le championnat du monde des rallyes avec ce modèle en 1982. La voiture était équipée d'une boîte de vitesses Getrag à cinq vitesses; L'essieu central arrière articulé a été remplacé par l'essieu rigide utilisé sur la Rekord et la Commodore avec quatre bras oscillants de longueur égale et des tiges Panhard par paires. Il existait plusieurs kits de réglage avec différents niveaux de performances, appelés Phase I à III. Le moteur de base était un moteur à quatre soupapes de 2,4 litres développant 106 kW (144 ch) avec une culasse à flux transversal. Le châssis de l'Ascona 400 a également été revu.

### Ascona i2000

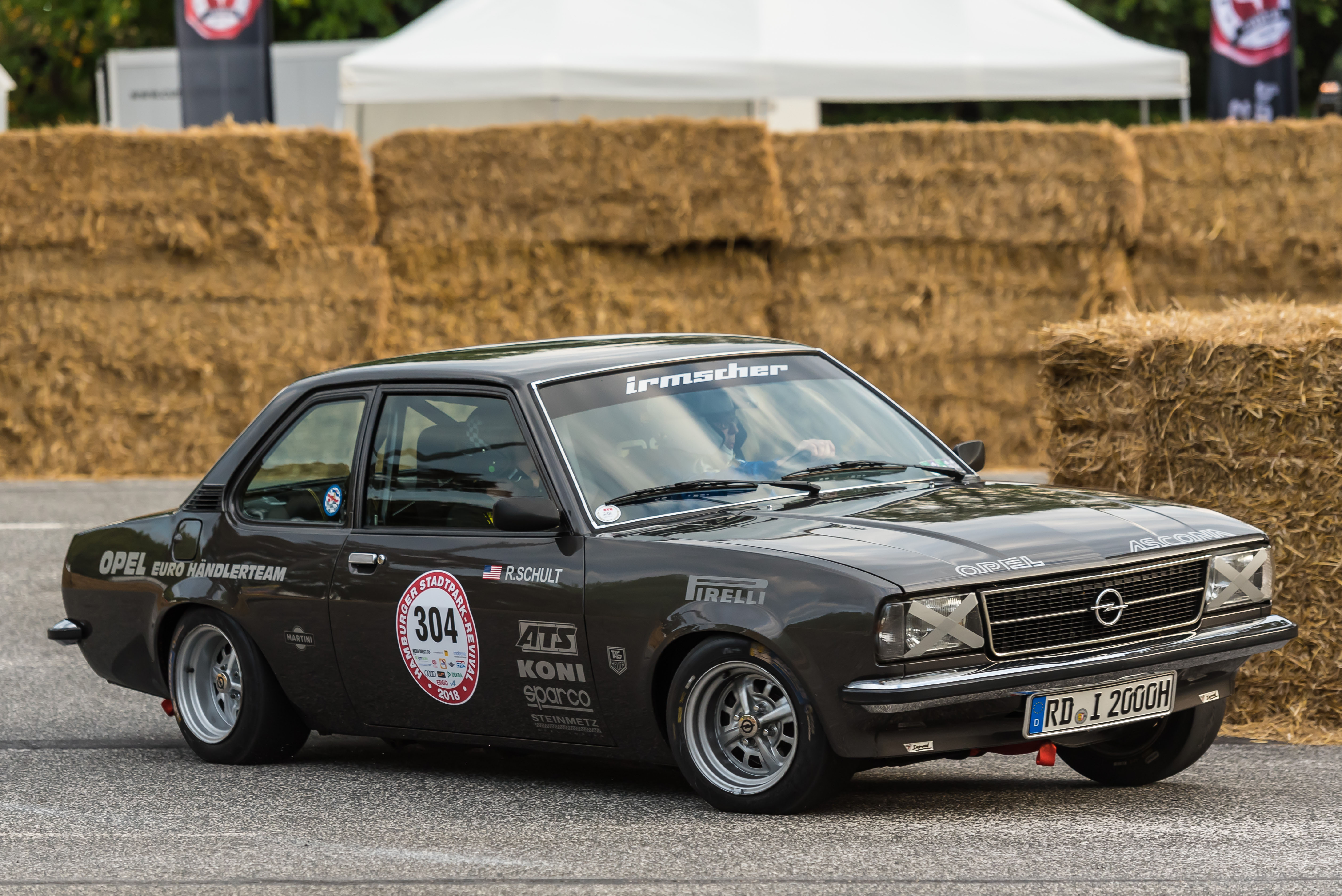
Opel Ascona B i2000

Un autre modèle sportif était l'Ascona i2000, construite à partir de 1979 en collaboration avec la société Irmscher Automobilbau, qui pouvait être équipée, sur demande et moyennant un supplément, d'un système à double carburateur. Cela augmentait la puissance de 74 kW (100 ch) à 88 kW (120 ch). Le modèle était basé sur l'Ascona SR 2.0, il avait des freins à disque ventilés à l'avant et n'était livré qu'en Gelb/Weiß.

### Modèles de revendeurs
Indépendamment d'Adam Opel AG, des concessionnaires et préparateurs Opel lançaient occasionnellement leurs propres modèles qui n'apparaissaient pas dans la gamme habituelle et ne pouvaient être achetés que par l'intermédiaire de ces sociétés. Par exemple, une Ascona B était disponible chez Irmscher dans le cadre de la gamme de modèles «Weiße Flotte» de l'entreprise. Il s'agissait essentiellement de véhicules visuellement modifiés avec des spoilers et des élargisseurs d'ailes et une palette de couleurs uniforme blanc-argent. L'entreprise Gräf de Berlin avait dans sa gamme une «Ascona 'Berliner Bär'» de conception similaire, mais également techniquement révisé.

## Royaume-Uni et Afrique du Sud
L'Ascona B était également vendue sous le nom de Vauxhall Cavalier au Royaume-Uni et dans d'autres pays (par exemple en Suède). Ce modèle avait une partie avant similaire à celle de l'Opel Manta B et avait donc une apparence unique. La Cavalier est sortie de la chaîne de montage de l'usine General Motors d'Anvers, puis de l'usine Vauxhall de Luton, en Angleterre, et à partir d'août 1977, elle était également disponible avec le moteur quatre cylindres de 1 256 cm3 développé par Vauxhall.
En Afrique du Sud, la Chevrolet Chevair, qui ressemble visuellement à la Cavalier, a été proposée en novembre 1976 avec des moteurs quatre cylindres de 2,0 et 2,3 litres et 56,5 et 63 kW (77 et 86 ch). À partir de juillet 1978, il y avait aussi la Chevrolet Ascona, qui ressemblait extérieurement à l'Ascona allemande, mais qui était équipée du moteur quatre cylindres de 1 256 cm3 et 40 ou 42 kW (54 ou 57 ch) de la Vauxhall Viva.

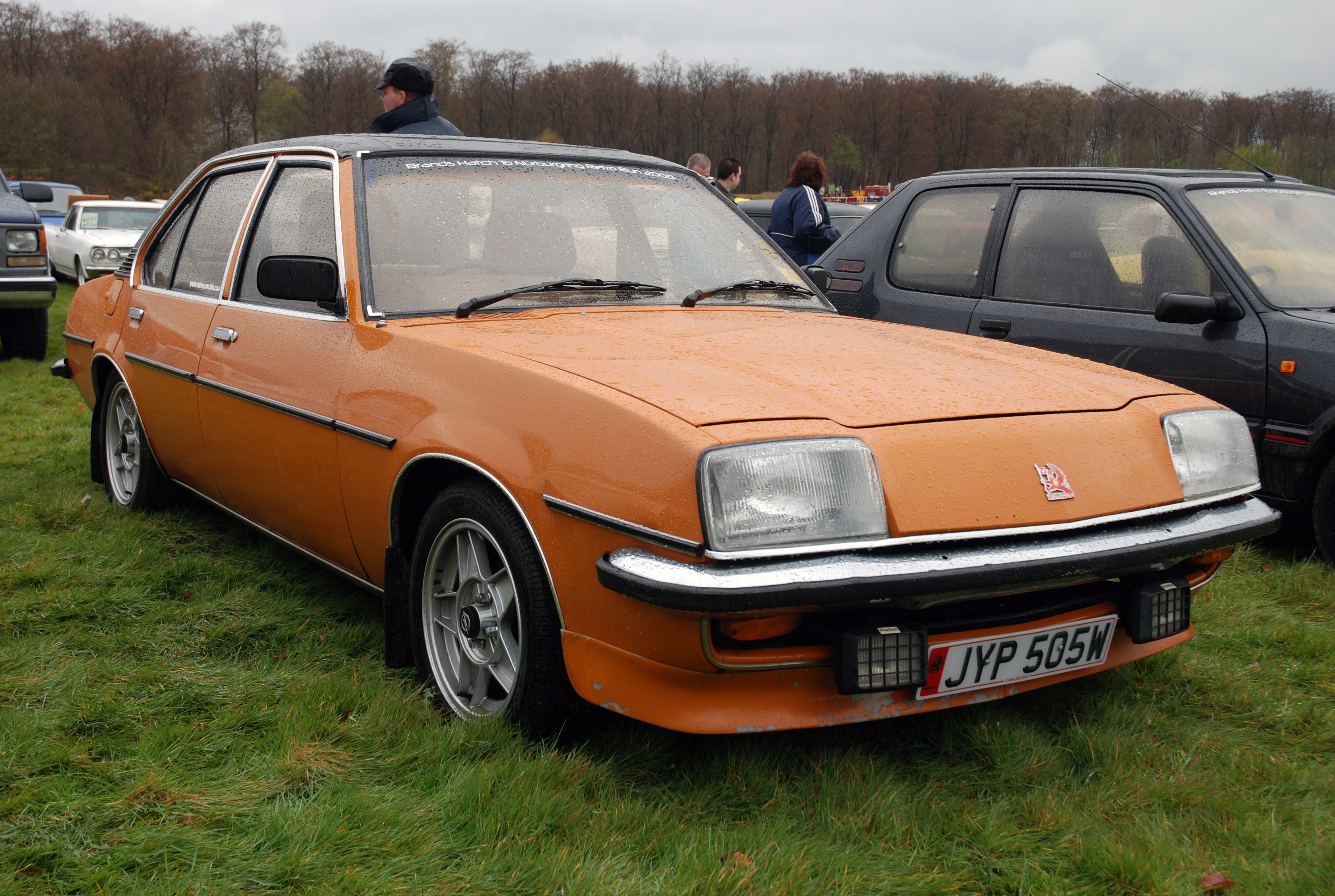
Vauxhall Cavalier (1976)
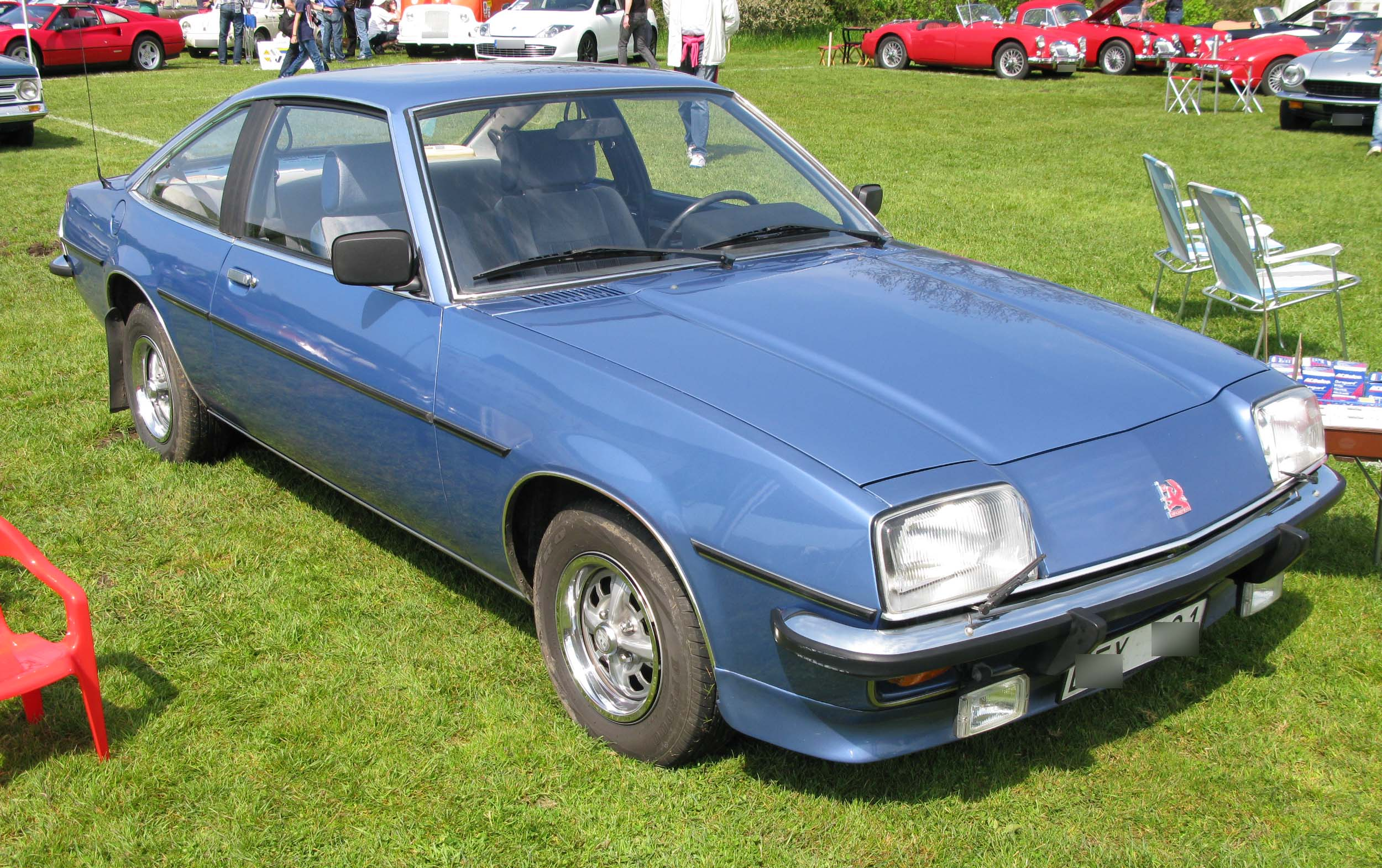
Vauxhall Cavalier coupé (1979)